# 尚韋帆
尚韋帆（1978年3月9日—）是臺灣男子籃球運動員，場上主打大前鋒位置。

## 生平
尚韋帆是花蓮人，當初由屏東高中教練金亦清親自到花蓮延攬尚韋帆入隊，大學就讀國立臺灣師範大學，大一時即效力於社會甲組球隊大華建設，2000年曾代表宏福公羊參加千禧紀念賽與中華職籃六年熱身賽，2000年12月底大華建設改名為九太科技。2002年7月新浪男籃借將尚韋帆、陳暉、楊哲宜三人參加當年度瓊斯盃，2002年8月19日與新浪男籃正式簽約，2003年9月正式重返九太科技。
超級籃球聯賽最初效力於九太科技與東森羚羊，第三季起台灣啤酒與金門酒廠兩邊跑，有在深坑國中當體育老師，2017年2月台灣啤酒為尚韋帆舉辦引退儀式。2022年9月因為T1聯盟台灣啤酒英熊人手不足而復出代表台灣啤酒英熊參加跨聯盟籃球邀請賽。

## 外部連結
- 尚韋帆在fiba.basketball（英语）
- 尚韋帆在archive.fiba.com（archived）（英语）
- 尚韋帆在中国男子篮球职业联赛
- 尚韋帆在Eurobasket.com（球員）（英语）